# Doro Hvalica
Doro Hvalica, slovenski učitelj in politik, * 26. marec 1940.
Med letoma 2002 in 2007 je bil član Državnega sveta Republike Slovenije. Bil je predsednik Sindikata kulture in narave Slovenije GLOSA.